# Leo Gasperl

Leo Gasperl, circa 1932

Leo Gasperl (* 24. Mai 1912 in Mitterndorf, Steiermark; † 25. März 1997 in Rivisondoli, Italien) war ein österreichischer Skirennläufer und Trainer. Er nahm vorwiegend an Wettkämpfen im Alpinen Skisport teil, seltener im Skispringen, gewann in den 1930er-Jahren zahlreiche internationale Rennen und stellte 1932 einen neuen Geschwindigkeitsrekord auf Skiern auf. Ab 1935 war er Trainer der italienischen Ski-Nationalmannschaft.

## Biografie
Gasperl wuchs in Bad Mitterndorf in der Steiermark auf und musste den Weg zur Volksschule im Winter auf Skiern bewältigen, wodurch er schon früh zum Skisport kam. Die Hauptschule besuchte er in Bad Aussee, ehe er als 15-Jähriger nach Kitzbühel in Tirol ging und dort eine Mechanikerlehre absolvierte, die er Ende der 1920er-Jahre abschloss. Gasperl wurde 1924 in Mariazell Österreichischer Jugendmeister, schloss sich während seiner Lehrzeit dem Kitzbüheler Ski Club an und nahm dort immer wieder an regionalen Skirennen teil. Er stellte 1931 auf der Kitzbüheler Sprungschanze einen neuen Weitenrekord von 64 Metern auf und war nun auch immer öfter bei internationalen Wettkämpfen am Start. So feierte er am 7. Februar 1932 im schweizerischen Davos seinen ersten bedeutenden internationalen Sieg, als er als erster Nicht-Schweizer den traditionsreichen Parsenn-Derby-Abfahrtslauf für sich entschied. Dieser Sieg brachte ihm eine Einladung zum acht Tage später ausgetragenen 3. Kilometerlancé in St. Moritz. Gasperl gewann das Hochgeschwindigkeitsrennen mit einer Durchschnittsgeschwindigkeit von 122 Kilometern pro Stunde auf der 100 Meter langen Messstrecke und stellte auf den letzten 50 Metern mit 136,3 km/h einen neuen Geschwindigkeitsrekord auf Skiern auf.
Im Winter 1933 gewann Gasperl unter anderem den Abfahrtslauf am Monte Canin, eine Kombination in Sestriere sowie Slalom und Kombination (3. Platz in der Abfahrt) der März-Skirennen in Wengen. Bei den Weltmeisterschaften 1933 in Innsbruck kam er in den alpinen Disziplinen nur in der inoffiziellen „langen Abfahrt“ zum Einsatz, die er an siebter Position beendete, nicht aber in den eigentlichen WM-Rennen. Er startete hingegen – wie zu dieser Zeit nur noch selten – im Sprunglauf und belegte den 17. Platz. 1934 siegte Gasperl zum zweiten Mal im Kilometer-Lancé in St. Moritz mit der Geschwindigkeit von 129,263 km/h auf der 100-Meter-Messstrecke. Auf den letzten 50 Metern erzielte er eine Geschwindigkeit von 135,849 km/h. Im selben Jahr gewann er auch eine Kombination in St. Moritz und einen Abfahrtslauf in Abetone. Im Winter 1935 gelang Gasperl ein weiterer großer Erfolg, als er in Sestriere drei Abfahrten der Coppa del Re („Königspokal“) gewann und damit die Gesamtwertung dieses aus sechs Rennen bestehenden Wettkampfes für sich entschied. Bei den Weltmeisterschaften 1935 in Mürren wurde er Zehnter im Slalom, während er in der Abfahrt aufgrund eines Skibruchs nicht das Ziel erreichte.

Leo Gasperl während eines Sprungs mit einem Thirringmantel in Cervinia, 1940er Jahre

In den folgenden Jahren nahm Gasperl nur noch an wenigen Skirennen teil, denn 1935 übernahm er das Training der italienischen Nationalmannschaft, um sie zunächst auf die Olympischen Winterspiele 1936 vorzubereiten. Zu den damals besten italienischen Rennläufern zählten Giacinto Sertorelli, Vittorio Chierroni, Alberto Marcellin oder Zeno Colò, der 1947 Gasperls seit 15 Jahren bestehenden Geschwindigkeitsrekord brach. Gasperl beschäftigte sich eingehend mit der Technik des Skifahrens und entwickelte den nach ihm benannten „Gasperl-Parallelschwung“. Die Zusammenarbeit mit der italienischen Nationalmannschaft endete nach den Weltmeisterschaften 1941, als der Zweite Weltkrieg den Skisport weitgehend zum Erliegen brachte. Gasperl, der 1937 die Italienerin Luciana Albano geheiratet hatte, blieb weiter in Italien. Er baute nach Kriegsende in seinem neuen Wohnort Breuil-Cervinia eine Skischule auf und führte ein Sportgeschäft, für das er eine eigene Modelinie entwarf. Als Skilehrer war er lange Zeit für prominente Gäste tätig, darunter Angehörige verschiedener Königshäuser und Adelsfamilien. Er wirkte in mehreren Filmen mit, wie Luis Trenkers Im Banne des Monte Miracolo, drehte 1948 einen eigenen Skifilm namens L’eleganza della piega und schrieb mehrere Bücher über den Skisport.

## Erfolge

### Weltmeisterschaften
- Innsbruck 1933: 7. Lange Abfahrt (inoffiziell), 17. Sprunglauf
- Mürren 1935: 10. Slalom

### Siege in FIS-Rennen
- Abfahrt des Parsenn-Derbys in Davos 1932
- Slalom und Kombination der März-Skirennen in Wengen 1933
- Kombination in Sestriere 1933
- Abfahrt am Monte Canin 1933
- Kombination in St. Moritz 1934
- Abfahrt in Abetone 1934
- Drei Abfahrten und Gesamtsieg der Coopa del Re in Sestriere 1935

### Weitere Erfolge
- Siege beim Kilomètre Lancé in St. Moritz 1932 und 1934
- Neuer Geschwindigkeitsrekord auf Skiern beim KL 1932 (136,3 km/h)